# 本地治里副督府
本地治里副督府（Raj Niwas, Pondicherry）是印度本地治里中央直辖区副督（Lieutenant Governor）的官邸，位于本地治里中央直辖区的首府本地治里市。现任副督是基兰·贝迪博士。此处原为法国总督的官邸（Palais du Gouvernement）。

## 历史
本地治里副督府的北侧是尼赫鲁路（Rue Jawaharlal Nehru），南侧是兰加普尔路（Rue De Rangapoule），东侧是圣路易路（Rue Saint Louis），西侧是弗朗索瓦·马丁路（Rue Francois Martin），南北两侧设入口。1738年，法国本地治里总督皮埃尔·贝诺埃特·杜马斯为总督府奠基，直到约瑟夫·弗朗索瓦·杜普莱克斯任期内才完成。当让·劳·劳里斯顿在1765年接管本地治里时，该市已完全成了一片废墟。在短短的三年内，在旧城遗址上建立了一座全新的城镇，北面是总督府和行政大楼、南部是仓库、东西两面是军营。

## 建筑
新总督府位于孔帕涅公馆的原址上，采用法国巴洛克风格，1761年被英国人摧毁。1766年起，该建筑以洛可可风格重建。副督府是一个长方形的单层建筑。后来，南门一直是副督府的正式入口。

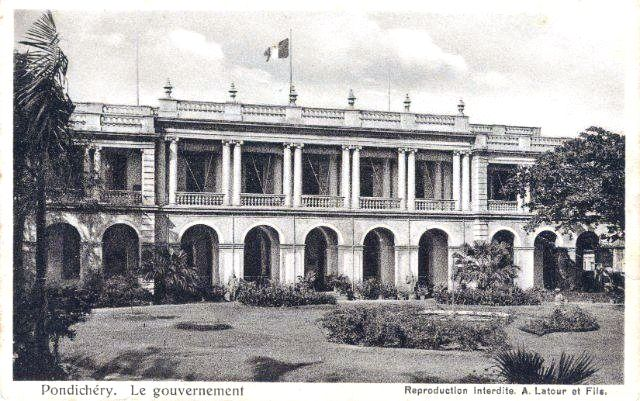
独立前

副督府内收藏古代文物，包括黄铜和银器、陶瓷、硬币、雕像、花瓶、古董家具和钢琴。本地治里副督府自2017年5月1日对公众开放。